# Proneura
Proneura is een geslacht van libellen (Odonata) uit de familie van de Protoneuridae.

## Soorten
Proneura omvat 1 soort:
- Proneura prolongata Selys, 1889